# Torneio Interzonal de 1970
O Torneio Interzonal de 1970 foi um torneio de xadrez com o objetivo classificar seis jogadores para o Torneio de Candidatos de 1971, que definia o desafiante ao título do Campeonato Mundial de Xadrez de 1972. A competição foi realizada em Palma de Mallorca de 9 de novembro a 13 de dezembro e teve como vencedor Bobby Fischer.

## Tabela de resultados[1][3]
O Torneio Interzonal foi realizado na cidade espanhola de Palma de Maiorca, entre novembro e dezembro de 1970. Os seis melhores jogadores do Interzonal se classificaram para o Torneio de Candidatos. Bobby Fischer não havia se qualificado para jogar o Interzonal, uma vez que não havia participado do Campeonato dos EUA de 1969 (válido como Torneio Zonal classificatório). No entanto, o campeão estadunidense de 1969, Pal Benko (e seu suplente William Lombardy), desistiram da vaga, cedendo-a a Fischer. O presidente da FIDE, Max Euwe, permitiu que Fischer jogasse o Interzonal, gerando muitas polêmicas. Uma compensação de mil e quinhentos dólares foi paga a Benko por sua desistência.
| N° | Jogador           | 1 | 2 | 3 | 4 | 5 | 6 | 7 | 8 | 9 | 10 | 11 | 12 | 13 | 14 | 15 | 16 | 17 | 18 | 19 | 20 | 21 | 22 | 23 | 24 | Total |
| -- | ----------------- | - | - | - | - | - | - | - | - | - | -- | -- | -- | -- | -- | -- | -- | -- | -- | -- | -- | -- | -- | -- | -- | ----- |
| 1  | Bobby Fischer     | - | 0 | 1 | ½ | 1 | 1 | ½ | 1 | ½ | 1  | 1  | 1  | 1  | 1  | 1  | 1  | 1  | ½  | 1  | 1  | ½  | ½  | 1  | ½  | 18½   |
| 2  | Bent Larsen       | 1 | - | ½ | ½ | 0 | 1 | ½ | ½ | ½ | ½  | 1  | 1  | 0  | ½  | ½  | 1  | ½  | 1  | ½  | 1  | 1  | ½  | 1  | ½  | 15    |
| 3  | Efim Geller       | 0 | ½ | - | 1 | ½ | 1 | ½ | 1 | ½ | ½  | ½  | 1  | ½  | ½  | 1  | ½  | 1  | ½  | ½  | ½  | 1  | 1  | ½  | ½  | 15    |
| 4  | Robert Hübner     | ½ | ½ | 0 | - | ½ | 1 | ½ | 0 | ½ | ½  | 0  | ½  | ½  | 1  | ½  | 1  | 1  | 1  | 1  | ½  | 1  | 1  | 1  | 1  | 15    |
| 5  | Mark Taimanov     | 0 | 1 | ½ | ½ | - | ½ | ½ | ½ | ½ | ½  | ½  | 0  | ½  | 0  | 1  | 1  | ½  | 1  | ½  | 1  | ½  | 1  | 1  | 1  | 14    |
| 6  | Wolfgang Uhlmann  | 0 | 0 | 0 | 0 | ½ | - | 1 | ½ | ½ | 1  | ½  | ½  | 1  | ½  | 0  | 1  | ½  | 1  | 1  | ½  | 1  | 1  | 1  | 1  | 14    |
| 7  | Lajos Portisch    | ½ | ½ | ½ | ½ | ½ | 0 | - | ½ | 0 | 1  | ½  | 1  | 1  | ½  | ½  | ½  | 1  | ½  | ½  | 1  | ½  | 1  | 1  | 0  | 13½   |
| 8  | Vasily Smyslov    | 0 | ½ | 0 | 1 | ½ | ½ | ½ | - | 1 | ½  | ½  | 0  | ½  | ½  | ½  | ½  | ½  | ½  | 1  | 1  | ½  | 1  | 1  | 1  | 13½   |
| 9  | Lev Polugayevsky  | ½ | ½ | ½ | ½ | ½ | ½ | 1 | 0 | - | ½  | 1  | ½  | ½  | ½  | ½  | 1  | 0  | ½  | 1  | 1  | ½  | ½  | ½  | ½  | 13    |
| 10 | Svetozar Gligorić | 0 | ½ | ½ | ½ | ½ | 0 | 0 | ½ | ½ | -  | 1  | ½  | 1  | ½  | 1  | ½  | ½  | 1  | 0  | ½  | 1  | ½  | 1  | 1  | 13    |
| 11 | Oscar Panno       | 0 | 0 | ½ | 1 | ½ | ½ | ½ | ½ | 0 | 0  | -  | ½  | ½  | ½  | 1  | 1  | ½  | ½  | ½  | ½  | 1  | 1  | ½  | 1  | 12½   |
| 12 | Henrique Mecking  | 0 | 0 | 0 | ½ | 1 | ½ | 0 | 1 | ½ | ½  | ½  | -  | 1  | ½  | ½  | ½  | ½  | 0  | ½  | ½  | 1  | 1  | 1  | 1  | 12½   |
| 13 | Vlastimil Hort    | 0 | 1 | ½ | ½ | ½ | 0 | 0 | ½ | ½ | 0  | ½  | 0  | -  | 1  | ½  | 1  | ½  | ½  | ½  | ½  | 1  | ½  | 1  | ½  | 11½   |
| 14 | Borislav Ivkov    | 0 | ½ | ½ | 0 | 1 | ½ | ½ | ½ | ½ | ½  | ½  | ½  | 0  | -  | ½  | ½  | 0  | ½  | ½  | ½  | ½  | 1  | ½  | ½  | 10½   |
| 15 | Duncan Suttles    | 0 | ½ | 0 | ½ | 0 | 1 | ½ | ½ | ½ | 0  | 0  | ½  | ½  | ½  | -  | 0  | ½  | ½  | 1  | ½  | 0  | 1  | ½  | 1  | 10    |
| 16 | Dragoljub Minić   | 0 | 0 | ½ | 0 | 0 | 0 | ½ | ½ | 0 | ½  | 0  | ½  | 0  | ½  | 1  | -  | 1  | ½  | ½  | ½  | 1  | ½  | 1  | 1  | 10    |
| 17 | Samuel Reshevsky  | 0 | ½ | 0 | 0 | ½ | ½ | 0 | ½ | 1 | ½  | ½  | ½  | ½  | 1  | ½  | 0  | -  | ½  | ½  | ½  | 0  | 0  | ½  | 1  | 9½    |
| 18 | Milan Matulović   | ½ | 0 | ½ | 0 | 0 | 0 | ½ | ½ | ½ | 0  | ½  | 1  | ½  | ½  | ½  | ½  | ½  | -  | ½  | ½  | 0  | 0  | ½  | 1  | 9     |
| 19 | William Addison   | 0 | ½ | ½ | 0 | ½ | 0 | ½ | 0 | 0 | 1  | ½  | ½  | ½  | ½  | 0  | ½  | ½  | ½  | -  | ½  | 0  | 0  | 1  | 1  | 9     |
| 20 | Miroslav Filip    | 0 | 0 | ½ | ½ | 0 | ½ | 0 | 0 | 0 | ½  | ½  | ½  | ½  | ½  | ½  | ½  | ½  | ½  | ½  | -  | ½  | 1  | ½  | 0  | 8½    |
| 21 | Renato Naranja    | ½ | 0 | 0 | 0 | ½ | 0 | ½ | ½ | ½ | 0  | 0  | 0  | 0  | ½  | 1  | 0  | 1  | 1  | 1  | ½  | -  | 0  | 0  | 1  | 8½    |
| 22 | Tüdeviin Üitümen  | ½ | ½ | 0 | 0 | 0 | 0 | 0 | 0 | ½ | ½  | 0  | 0  | ½  | 0  | 0  | ½  | 1  | 1  | 1  | 0  | 1  | -  | 1  | ½  | 8½    |
| 23 | Jorge Rubinetti   | 0 | 0 | ½ | 0 | 0 | 0 | 0 | 0 | ½ | 0  | ½  | 0  | 0  | ½  | ½  | 0  | ½  | ½  | 0  | ½  | 1  | 0  | -  | 1  | 6     |
| 24 | Eleazar Jiménez   | ½ | ½ | ½ | 0 | 0 | 0 | 1 | 0 | ½ | 0  | 0  | 0  | ½  | ½  | 0  | 0  | 0  | 0  | 0  | 1  | 0  | ½  | 0  | -  | 5½    |